# Франсуа Війон
Франсуа Війон (фр. François Villon; 1431, Париж — між 1463 і 1491) — французький поет («Великий заповіт», «Малий заповіт», балади «Балада прикмет», «Балада повішеного» та ін.). Справжнє прізвище — де Монкорб'є (de Montcorbier), Монкорб'є (Montcorbier) або де Лож (des Loges).
Основну масу поетичної спадщини Війона перекладено українською мовою. Існує щонайменше по два переклади Великого заповіту (Святослав Гординський, Леонід Первомайський), Малого заповіту (Святослав Гординський, Юрій Бедрик), однак найбільшу популярність серед українських перекладачів мав Катрен (Святослав Гординський, Леонід Первомайський, Юрій Бедрик, Петро Новохацький, Степан Процюк). Неперекладеними залишаються балади, написані жаргоном кокіярів, з огляду на значну незрозумілість лексики оригіналу. Єдина спроба перекласти таку баладу мала місце в діаспорі й належала Святославу Гординському.

## Дещо з біографії
На сьогодні є мало свідчень про життя поета. Точні відомості про Франсуа Війона можна запозичити тільки з його творів і судових архівів. Його життя — це черга арештів і вигнань. Але, попри це, творчість Франсуа Війона можна назвати унікальним явищем в середньовічній літературі Франції. Перші його балади наповнені любов'ю до життя, останні — з'єднані думкою про тлінність існування, про суперечності душі і тіла. Частина з них написана на жаргоні кокіярів (la Coquille — раковина — назва відомої зграї розбійників) і не розшифрована дотепер.

## Біографія
Франсуа Війон (справжнє ім'я Франсуа Монкорб'є або де Лож) народився 1431 р. в Парижі, в провінції Бурбонне. В 8-річному віці він втратив батька, і мати віддала хлопчика далекому родичу капеланові Гійому Війону, настоятелеві церкви святого Бенедикта. В 1443 році Франсуа вступив у Сорбонну на факультет мистецтв (що мав підготовчий характер), де здобув ступінь ліценціата, а потім магістра. Закінчення курсу давало право бути дрібним чиновником або викладачем. Війон зробив усе, аби не бути бюрократом при житті, і став викладачем французької поезії для багатьох, але — лише в посмертних виданнях.

## Студентські витівки Війона
Війон зовсім не був старанним студентом: «О господи, якби я вчився в дні моєї нерозсудливої юності і присвятив себе добрим вдачам, — я отримав би будинок і м'яке ліжко. Але що говорити! Я біг з школи, як лукавий хлопчисько: коли я пишу ці слова — серце моє обливається кров'ю». Його більше привертали гулянки, зіткнення студентів з владою, вуличні бійки. Наприклад, дуже популярною розвагою студентів Сорбонни були викрадення відомих вивісок із паризького ринку. Ціль цієї забави полягала в тому, що, наприклад, «Олень» мав повінчати «Козу» і «Ведмедя», а «Папуга» — стати «весільним подарунком» для «новоженців». Але, мабуть, найвідоміша історія про трилітнє протистояння студентів Латинського кварталу і влади — боротьба за межовий камінь, який школярі називали la Vesse і неодноразово викрадали з володінь мадам Брюєр. Одного разу, відвоювавши камінь, студенти утягли його на гору святої Женев'єви і прикріпили залізними обручами. На круглий межовий камінь встановили довгастий, якому дали не зовсім пристойну назву — Pet au Diable. Розлючена господиня каменя подала до суду, і прево Парижа зажадав від начальства Сорбонни показового покарання винуватців. Війон, який ніколи не марнував нагоди взяти участь у таких розвагах, разом з іншими витівниками мусив на колінах просити пробачення у ректора.

## Випадкове вбивство
В 1455 році після випадкового убивства священика Шермуа Війон втік з Парижа в Шеврез і Бур-ля-Рен, де весело проводив час в обіймах не дуже суворої ігумені монастиря Пор-Рояль. Перед своєю смертю після бійки з Війоном священик пробачив поета, і Війон подає два клопотання про помилування, яке через півроку йому дарували. Але, повернувшись до Парижа, вже перед Різдвом, він пов'язав власну діяльність із зграєю розбійників і взяв участь у пограбуванні теологічного факультету в Наваррському коледжі. Вкрадено 500 золотих екю — сума на ті часи чимала. І хоча Франсуа під час пограбування всього лише стояв на варті, він передбачливо вирішив знову щезнути із столиці — надовго. Тоді ж написав невелику поему «Малий заповіт, або Ле», в якій відписав своє неіснуюче майно друзям і знайомим. В цій поемі Війон представляє справу так, ніби біжить з Парижа через неподілену любов, а насправді, щоб підготувати пограбування свого багатого родича, яке, скоріш за все, не відбулося. Професійним злочинцем Війон не був і брав участь в пограбуванні коледжу, щоб розжитися грошима для подорожі в столичний Анже, де хотів стати придворним поетом «короля Сицилії і Єрусалиму» Рене Анжуйського. Але ця спроба закінчилася невдачею — Війон не ужився при дворі герцога.
Життя без небезпечних пригод здавалося Франсуа прісним, і в Анже він знову відзначився. За які гріхи — невідомо (казали, що навіть заради доброї вечері Франсуа був здатний на що хоч), але його засудили до повішення. Чекаючи на страту, у в'язниці Війон створив уславлену пізніше «Баладу повішеного». Але вирок чомусь скасували, і поет якимось дивом опинився на волі.

## Блуа в житті Війона

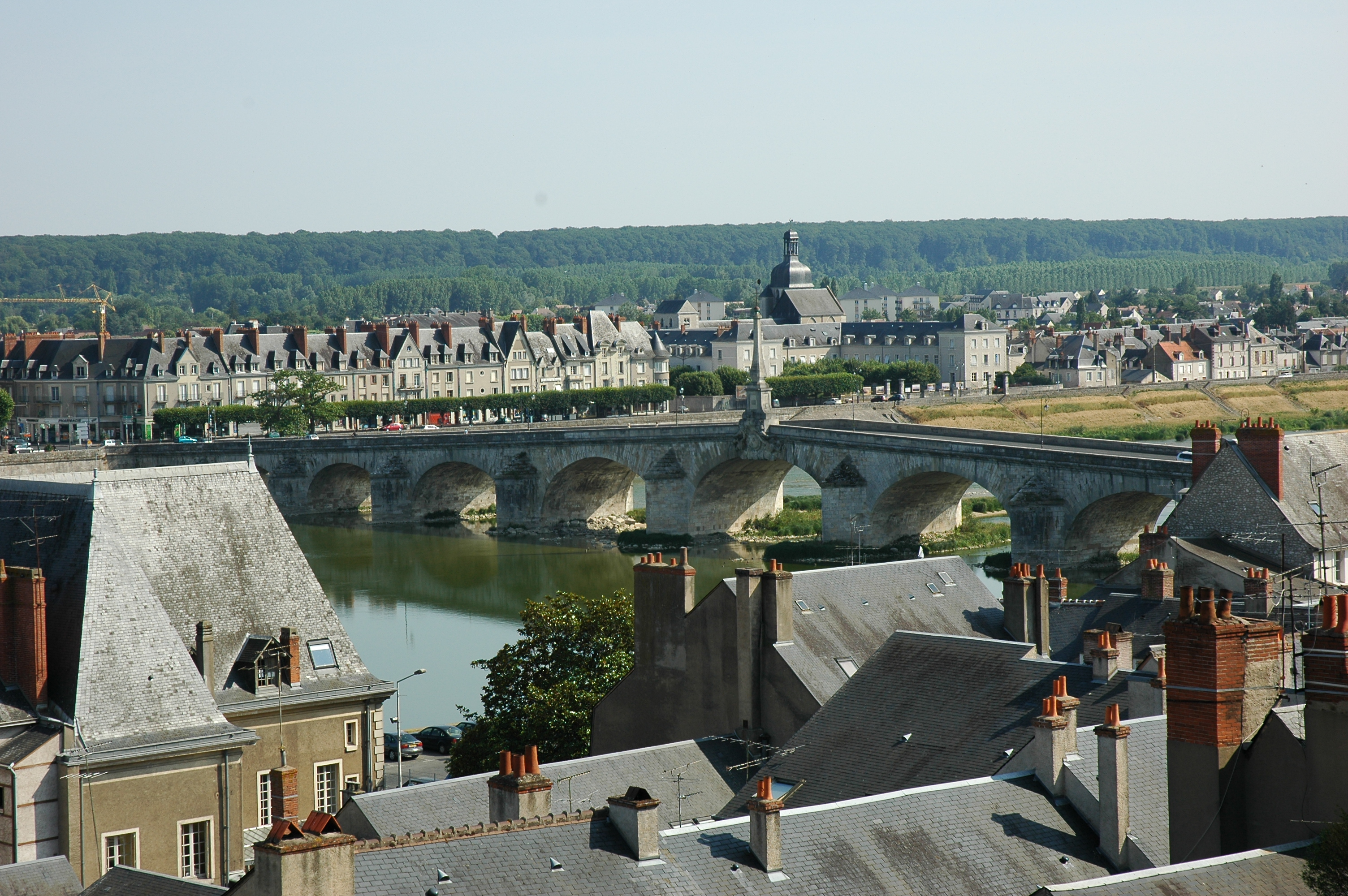
Панорама міста Блуа
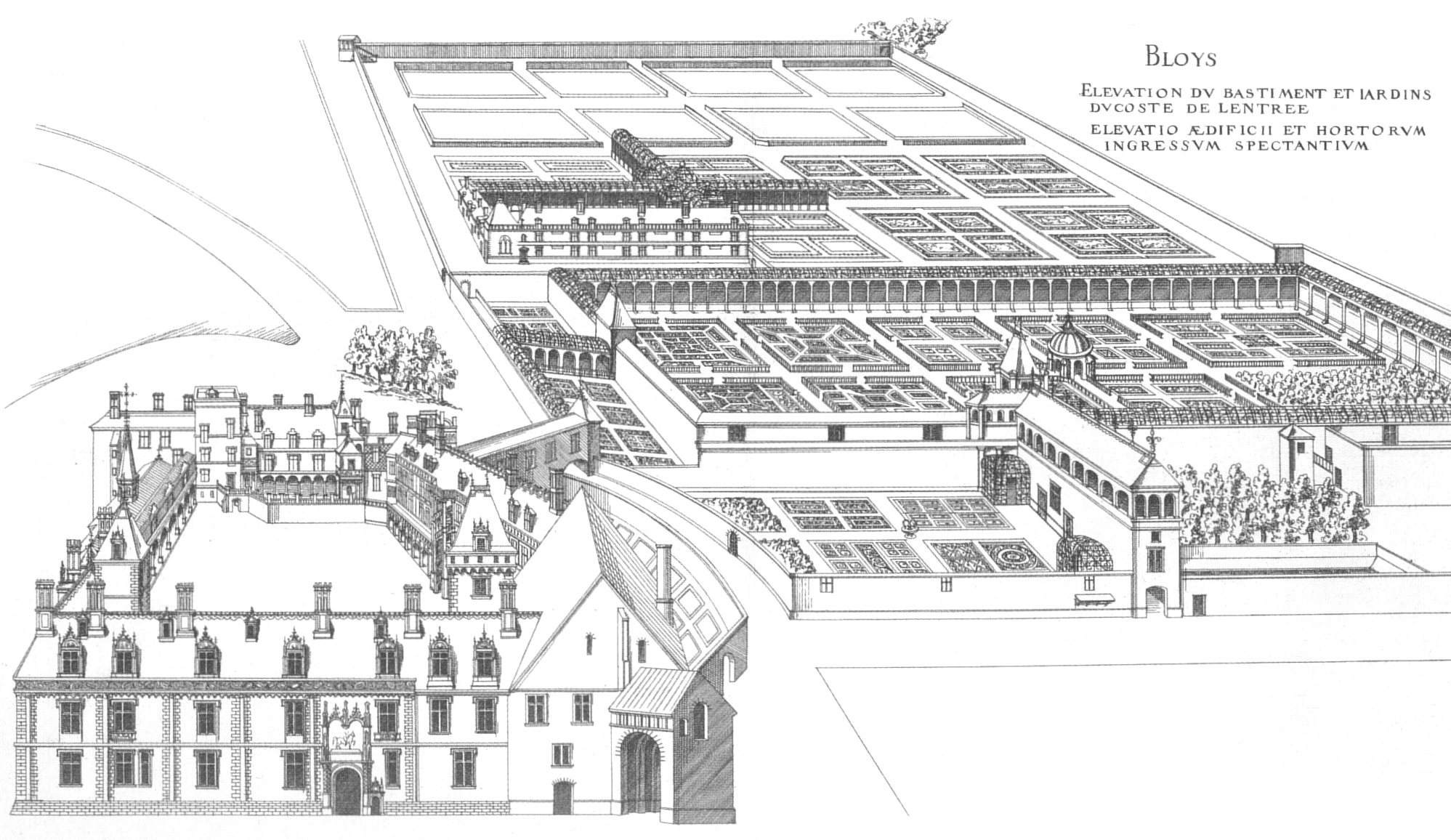
Замок в Блуа в 16 столітті, 200 років після смерті Війона.
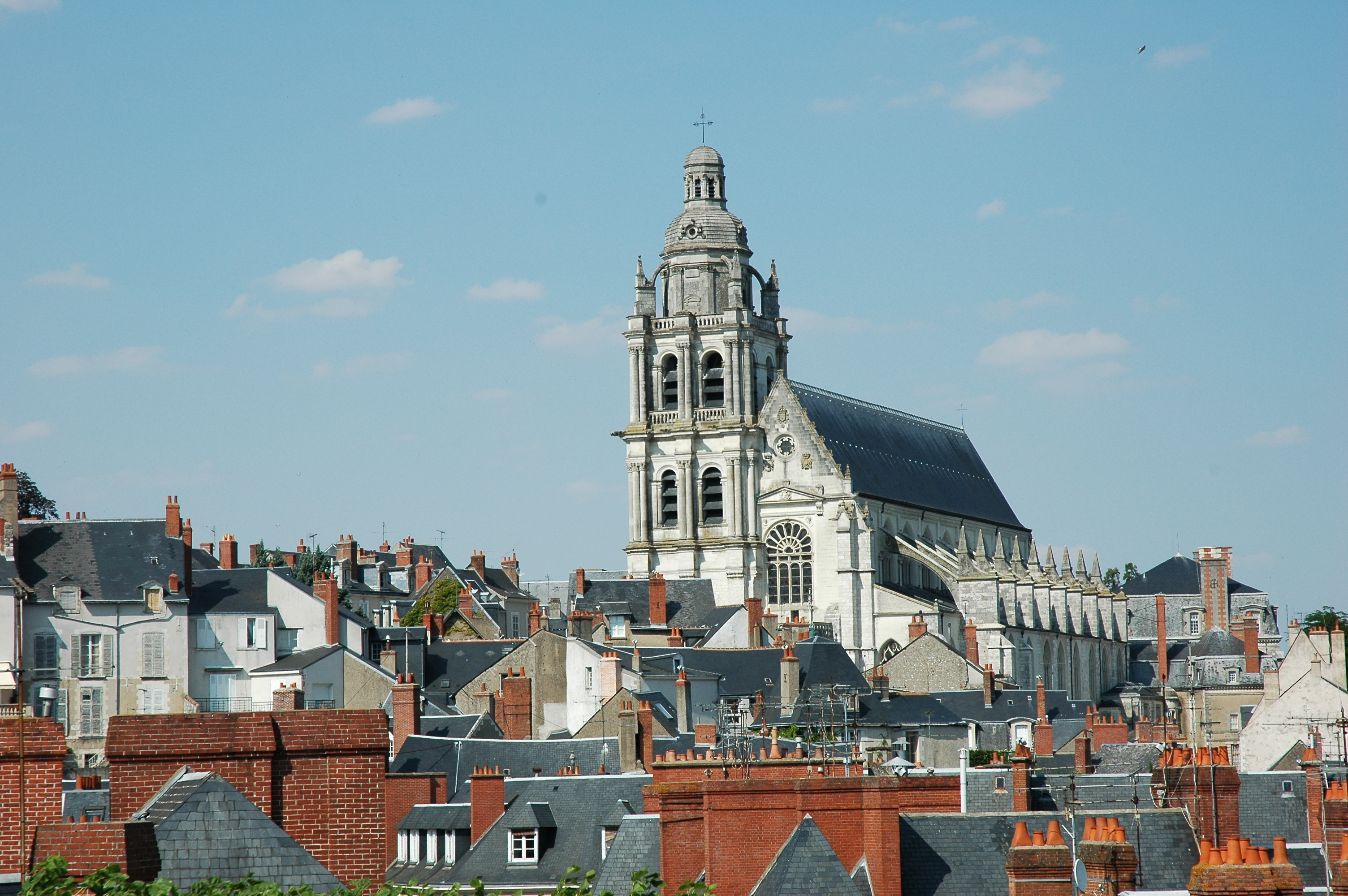
Блуа. церква Св. Луї.

Блуа уславив герцог Карл Орлеанський (1394 — 1465), що влаштовував у замку поетичні турніри. Сам непоганий поет, він був рефері (суддею) поетичних змагань, теми до яких давав. Для альбому балад на тему «Від спраги помираю над водою» свій варіант написав і Війон. Жартівливий вислів-парадокс вельможі став для Війона приводом написати натхненний твір із широкими філософськими узагальненнями і трагічним змістом.
Ймовірно, цю баладу знав і Шекспір, а перегукуванням з французьким поетом буде монолог Ромео з подібною ж темою в п'єсі «Ромео і Джульєтта».

## Війон і кокіяри
З 1457 по 1460 рік про життя Франсуа Війона майже нічого точно не відомо. Є припущення, що він був ватажком зграї кокіярів, саме тому, що деякі твори поета написані на їхньому жаргоні. Але цю мову чудово знали і школярі, і мандрівні комедіанти, і священики — в їхній компанії Війон міг мандрувати всі ці роки.
У 1460 році Війон за котру вже із своїх витівок знову потрапляє за ґрати, але вже у в'язниці Орлеана. Амністія на честь приїзду малолітньої дочки Карла Орлеанського Марії врятувала його від смерті — укотре!
Достовірно відомо, що Війон якийсь час служив при дворі герцога Карла Орлеанського, а потім при дворі герцога Жана Бурбонського, який навіть подарував поету шість екю. Але палацове життя незабаром набридло Війону, і весною 1461 року він знову повернувся до рідних пенатів — у в'язницю, цього разу в містечку Мен-сюр-Луар. Про причини ув'язнення поета є різні припущення. За одним із них, під час поетичного турніру при дворі Карла Орлеанського Війон викрав таємний манускрипт з рецептом шартрезу — «еліксиру довголіття». Рецепт цього лікеру знали тільки три ченці монастиря Гранд-шартрез, які давали обітницю нерозголошування і яким дозволялося спілкуватися тільки один з одним і не частіше як три рази на тиждень. Війон же не тільки здобув перемогу в поетичному турнірі, але й зумів викрасти рецепт, що і стало причиною його арешту . Що сталося з рецептом, невідомо. Хай там як, а ця історія для Війона закінчилася щасливо: невдовзі король Людовік XI, який тільки зійшов на престол, проїжджав через містечко і, за традицією, помилував усіх ув'язнених і злочинців, а разом з ними звільнено і Франсуа Війона. Це було 2 жовтня 1461 року…

## Останні роки
Але його життя на волі виявилося не набагато краще, ніж у в'язниці: справу про пограбування Наваррського коледжу не забуто, і Війону доводиться ховатися в околицях Парижа. Тут, ховаючись від правосуддя, він і написав свій, мабуть, найзначніший твір — «Великий заповіт». Також він написав відому «Баладу прикмет».
Витівки і злочини поета переповнили чашу терпіння його друзів, але вони постаралися добитися для нього умовного помилування, і після кількох днів, які йому все-таки довелося провести у в'язниці (3—7 листопада), він був звільнений, давши зобов'язання відшкодувати свою частку від вкрадених 500 екю. В одному з листів прокурору після отримання помилування він пише: «Чи не так, Гарньє, я добре зробив, що апелював, не кожний звір зумів би так викрутитися».
Складається враження, що Війон грав у дуже небезпечну гру з життям і смертю, що мав своєрідну втіху від небезпеки й ризику, що наповнювали життя гостротою.
Згодом любов до пригод знову спонукала Війона забути, що він у чорному переліку поліції. І знову в'язниця. Цього разу — Шатле. Цього разу — вулична бійка, в якій був смертельно поранений нотаріус папи римського. Провини Війона в цьому не було ніякої — він просто був присутній при колотнечі. Але, враховуючи колишні гріхи, його піддали тортурам і засудили до повішення.
Прохання про помилування, подане їм, було, радше, жестом відчаю — сподіватися на те, що його випустять з в'язниці, було смішно. Але 5 січня 1463 року божевільні надії Війона виправдалися: смертну страту замінили десятилітнім вигнанням із столиці, «взявши до уваги погане життя згаданого Війона». Він, звертаючись до суду, пише «Баладу суду» з проханням відкласти виконання вироку на три дні. Прохання задовольнили, і 8 січня 1463 року поет залишає Париж. Більше про нього ніхто нічого не чув. Достовірно відоме одне: 1489 року, коли П'єр Леве видав першу збірку Війонових віршів, їх автора вже не було в живих.

## Українські переклади
- Великий Тестамент та інші поезії / Ф. Війон ; пер. і передмова з фр.: Л. Первомайський . — М. : Дніпро, 1973 . — 186 с.